# Michael Karl von Althann
Michael Karl von Althann (italienisch Michele Carlo Althann, ungarisch Mihály Karl von Althan, * 29. Mai 1702 in Glatz, Grafschaft Glatz; † 6. Juni 1756 in Wien) war Graf von Goldburg und Murstetten. Von 1728 bis 1734 war er Erzbischof von Bari und von 1734 bis 1756 Bischof von Waitzen.

## Leben
Michael Karl entstammte dem Adelsgeschlecht Althann. Seine Eltern waren Michael Ferdinand, Graf von Althann und Maria Eleonore Eva, geborene Gräfin Lazansky von Bukowa (Lažanská z Bukové). Michael Karl studierte ab 1718 an der Sapienza in Rom, wo er 1725 in Jura promoviert wurde. Schon während des Studiums verfügte er über mehrere Präbenden: Er war Erzpriester von Oppeln und St. Gallen sowie Prälat an der Römischen Kurie. Am 1. Mai 1726 wurde er zum Priester geweiht und am 20. September 1728 zum Erzbischof von Bari ernannt.
Nach dem Tod seines Onkels Michael Friedrich von Althann 1734 wurde er als dessen Nachfolger auf den Bischofsstuhl von Waitzen nominiert. Die päpstliche Bestätigung erfolgte am 2. Dezember 1735. Wie sein Vorgänger setzte er sich für die geistliche Erneuerung seines Bistums und den Wiederaufbau der Kirchen sowie die Besiedlung mit Deutschen ein. Er starb in Wien und wurde auf dem Waitzener Friedhof beigesetzt.

## Werke
- Materia Tentaminis Publici, Cum Annexis Thesibus Ex Institutionum Imperialium Quatuor Libris Desumptis. In: Diplomatarium Garstense. Trattner, Wien 1754 (digitale-sammlungen.de).